# Vectidraco
Vectidraco ist eine Gattung der Flugsaurier (Pterosauria). Ihre Vertreter lebten in der späten Unterkreide (etwa 126 mya) am Nordostrand der Tethys und erreichten eine geschätzte Größe von 35 cm, während ihre Spannweite wohl bei etwa 75 cm lag. Das Fossilmaterial der Gattung umfasst einen Beckenknochen, einige Rückenwirbel und ein Stück des Sitzbeins, die alle im Atherfield Clay der Isle of Wight gefunden wurden.
Die Gattung und ihre einzige Art – Vectidraco daisymorrisae – wurden 2013 von Darren Naish, Martin Simpson und Gareth Dyke erstbeschrieben. Angesichts der Morphologie des Beckens wird Vectidraco von den Autoren in die Gruppe der Azhdarchoidea gestellt, die sich durch knöcherne Stirnkämme, kurze Schwänze und hohe, zahnlose Schnäbel auszeichnete.

## Merkmale
Verglichen mit anderen Azhdarchoiden sind die fossilen Knochen von Vectidraco relativ klein: Das Becken hat eine Länge von rund 40 mm. Legt man die Proportionen der ähnlich großen Gattung Tapejara zugrunde, dann ergibt sich eine ungefähre Körperlänge von 35 cm und eine Spannweite von rund 75 cm. Damit fiel Vectidraco deutlich kleiner aus als die spätkreidezeitlichen Quetzalcoatlus und Hatzegopteryx, die Spannweiten von über 10 m erreichten. Dass es sich bei diesen Maßen um die eines adulten Tiere handelt, lässt sich an der abgeschlossenen Verknöcherung des Holotyps ablesen.

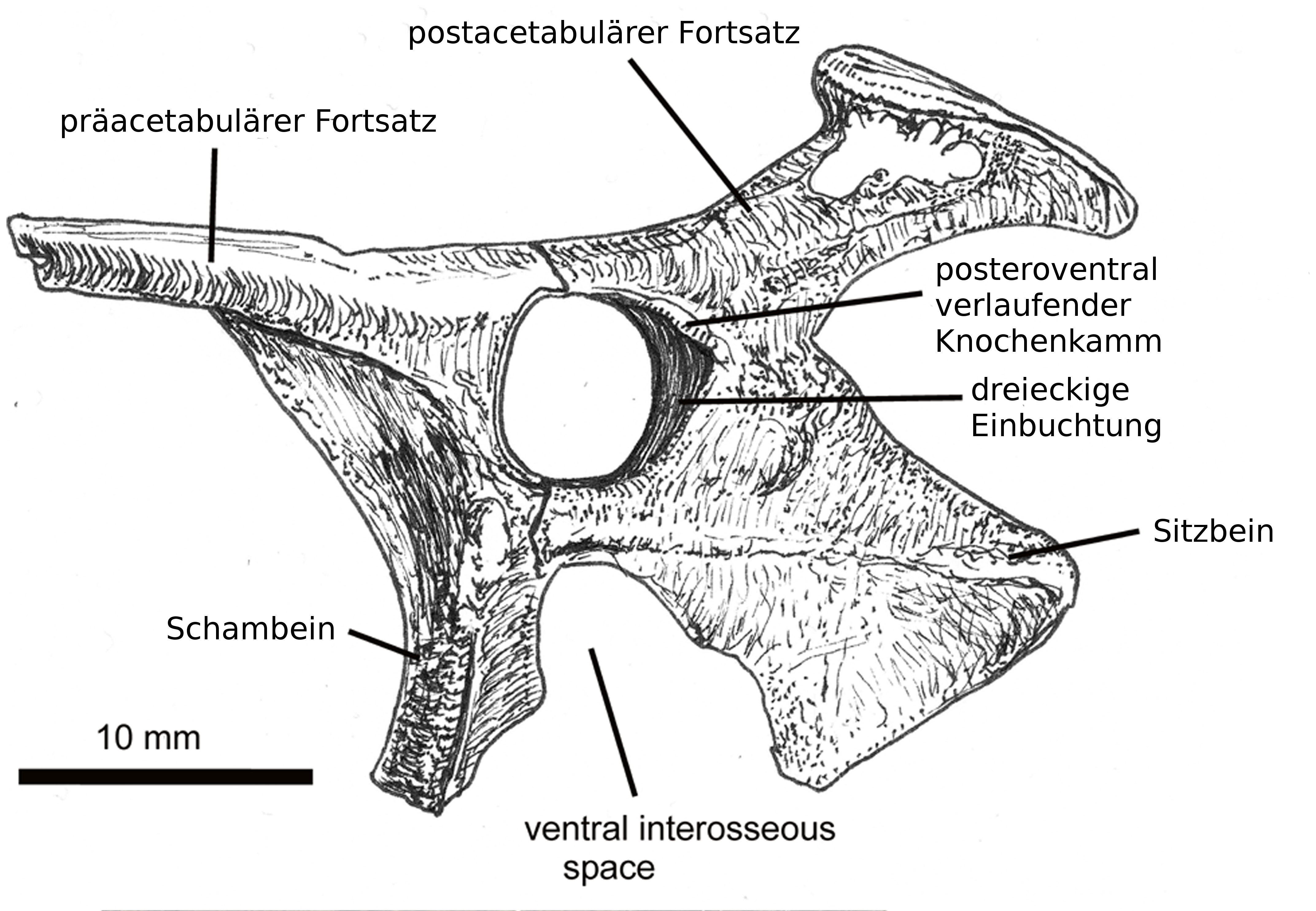
Zeichnung des Beckens von Vectidraco. Der posteroventrale Knochenkamm und die dreieckige Einbuchtung stellen diagnostische Merkmale dar, ebenso die Proportionen des postacetabulären Fortsatzes.

Diagnostische Merkmale von Vectidraco sind eine entfernt dreieckige Einbuchtung, die posterodorsal vom Acetabulum liegt und posteroventral von einem Knochenkamm begrenzt wird. Der postacetabuläre Fortsatz weist auf der anteromedialen Oberfläche eine große ovale Fossa auf. Als Autapomorphie werden daneben auch noch die Proportionen des postacetabulären Fortsatzes betrachtet, dessen Länge in etwa der seiner konvexen Endfläche entspricht.

## Lebensweise

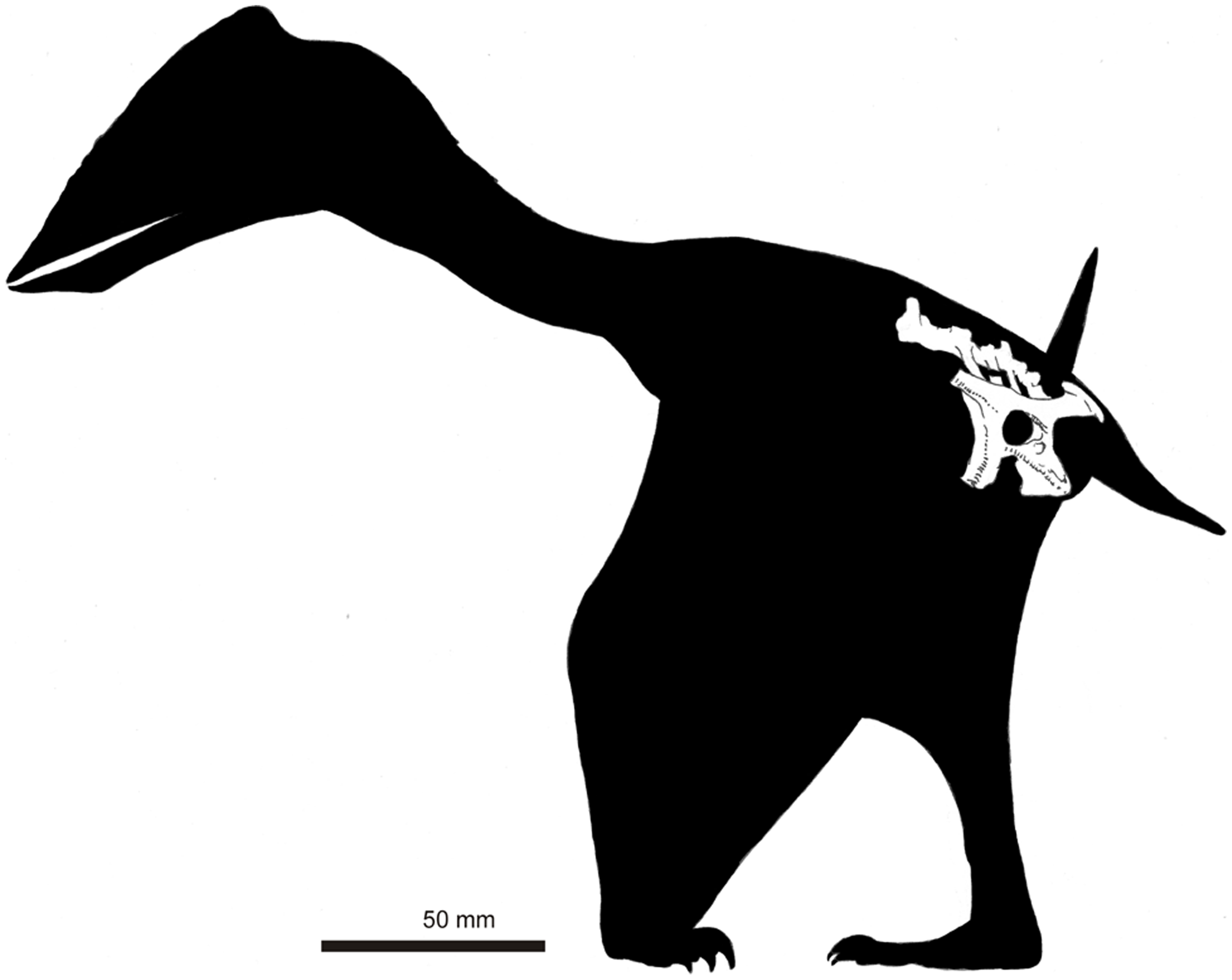
Spekulative Rekonstruktion von Vectidraco mit eingezeichneter Lage des Fossilmaterials

Über die Lebensweise von Vectidraco lassen sich kaum konkrete Aussagen treffen. Mit Blick auf andere azhdarchoide Flugsaurier wird davon ausgegangen, dass sich die Tiere auf allen vieren fortbewegten. Die Fossilien der Gattung stammen aus marinen Sedimenten, die zu Lebzeiten der Gattung am Nordostrand der Tethys abgelagert wurden.

## Fossilmaterial, Verbreitung und Stratigraphie
Die fossilen Überreste von Vectidraco – ein linker Beckenknochen, Teile der Rückenwirbelsäule und ein Fragment des rechten Sitzbeins – stammen aus dem unteren Atherfield Clay der Isle of Wight. Diese Formation gehört zur Wealden-Gruppe, in der verschiedene Gesteinsformationen aus der unteren Kreide Großbritanniens zusammengefasst werden. Unter der Inventarnummer NHMUK PV R36621 fungieren sie als Holotyp der Art Vecticodraco daisymorrisae. Die Fundschicht ist wahrscheinlich der Chale-Clay-Member, der mit der biostratigraphischen Deshayesites-forbesi-Ammonitenzone beziehungsweise der Deshayesites-fittoni-Ammonitensubzone korreliert. Er stammt aus dem frühen Aptium und hat damit ein Alter von etwa 126,3 Mio. Jahren.

## Systematik
Anhand der Funde von der Isle of Wight stellten Darren Naish, Martin Simpson und Gareth Dyke 2013 die Gattung Vectidraco (von „lateinisch vectis“ für die Isle of Wight und „draco“ für Drache) auf. Die der Gattung zugrunde liegende Art nannten sie Vecticodraco daisymorrisae, wobei das Artepitheton die Finderin des Holotyps, Daisy Morris, ehrt, die im Jahr 2009 als Vierjährige die im Sand steckenden fossilen Überreste gefunden hatte. Auf Basis der Morphologie des Beckenknochens führten sie eine phylogenetische Analyse mehrerer bekannter Flugsauriergattungen durch, die Vectidraco innerhalb der Azhdarchoidea, aber außerhalb der Neoazhdarchidae verortete.